# Parodie (hudba)
Hudební parodie, respektive parodie v hudbě je obecné označení hudební skladby vytvořené z již existující skladby, a to buď vlastní, či jiného autora.
Od obecného významu termínu parodie se hudební parodie liší v tom, že nemuí být nutně satirickou, burleskní nebo humornou verzí původního díla, ale pouze jejím přepracováním, i když může mít humornou formu a účel.
Hudební parodie může být přesnou hudební citací jen se změněným textem. Jako parodie je chápána také skladba, kdy autor sám přepracuje vlastní skladbu jako nový kus se zřejmým vztahem k originálu.

## Dějiny
V hudbě středověku se postup, kdy byl změn text u melodie nazýval contrafactum. V mnoha případech šlo o světské písně, které byly nově použity pro chrámové účely.
Příkladem novějšího druhu parodie je Žebrácká opera. Toto dílo složené z řady populárních melodií, náboženských hymnů a dalších kusů umělé hudby své doby (autorů jako Henry Purcell nebo G. F. Händel ad.), je satirické kompozice vzniklá parodickým postupem opakovaného použití předchozích skladeb.
Použití parodie jako tvůrčího zdroje nebylo nahlíženo negativně, ačkoli se toto vnímání postupem času měnilo. Tohoto postupu používal také např. Johann Sebastian Bach nebo Camille Saint-Saëns a mnoho jiných skladatelů.